# 新宿区立四谷中学校
新宿区立四谷中学校（しんじゅくくりつよつやちゅうがっこう）は、東京都新宿区四谷に所在する公立中学校。

## 沿革
2001年に四谷第一中学校と四谷第二中学校を統廃合し開校した。

## アクセス
四ツ谷駅から徒歩2分

## 出身者
- 神田正輝 - 俳優（四谷一中出身）
- 十代目 柳家小三治 - 落語家（四谷一中出身）